# Paphiopedilum stonei
Paphiopedilum stonei é uma espécie de orquídea terrestre, família Orchidaceae, que habita o sul de Sarawak, em Borneu. Há uma variedade, denominada platyphyllum, que alguns taxonomistas preferem classificar como espécie à parte.